# Andrea Marrazzi
Andrea Marrazzi (* 2. Oktober 1887 in Livorno; † 18. Oktober 1972 ebenda) war ein italienischer Degenfechter.

## Karriere
Andrea Marrazzi nahm an den Olympischen Spielen 1920 in Antwerpen teil und erreichte in der Mannschaftskonkurrenz mit der italienischen Equipe den ersten Platz. Zusammen mit Abelardo Olivier, Tullio Bozza, Dino Urbani, Giovanni Canova, Tommaso Costantino, Antonio Allochio, Aldo Nadi, Nedo Nadi und Paolo Thaon di Revel wurde Marrazzi damit Olympiasieger. Von 1944 bis 1946 war er Vorstandsmitglied beim italienischen Fechtverband.